# Шеффилд, Чарльз, 1-й баронет
Ча́рльз Ге́рберт Ше́ффилд, 1-й бароне́т (англ. Charles Herbert Sheffield, 1st Baronet; ок. 1706 — 5 сентября 1774) — британский аристократ и землевладелец.

## Биография
Чарльз был незаконнорожденным сыном Джона Шеффилда, 1-го герцога Бекингем и Норманби и его любовницы Фрэнсис Стюарт. В августе 1716 года, когда ему было 10 лет, к личному имени Чарльз Герберт была добавлена фамилия его отца Шеффилд, что сделало его членом этой семьи. 
В 1735 году после смерти младшего брата Эдмунда Шеффилда, 2-го герцога Бекингем и Норманби унаследовал многочисленные семейные поместья, но титул герцога, как незаконнорожденный он не наследовал. 
1 марта 1755 года Шеффилд получил наследственный титул баронета Шеффилд из Норманби.
В 1762 году Чарльз Шеффилд продал королю Георгу III семейную резиденцию Букингем-хаус, сумма сделки составила 21 000 фунтов стерлингов. В последующие годы Букингем-хаус стал главной резиденцией британских монархов и теперь известен как Букингемский дворец. 
Скончался 5 сентября 1774 года в возрасте 67/68 лет в своём поместье.

## Семья
Был женат на Маргарет Диане Сейбин, дочери генерала Джозефа Сейбина, губернатора Гибралтара (1730—1739). Среди других детей были два сына Джон (ок. 1743—1815) и Роберт (ок. 1758—1815), ставшие 2-м и 3-м баронетом Шеффилд.